# Ilija Lakićević
Ilija Lakićević na crnogor. ćiril. Илија Лакићевић (1894. – 12. travnja 1924.) crnogorski komitski zapovjednik, borac za Za Pravo, Čast i Slobodu Crne Gore protiv srpske okupacije Kraljevine Crne Gore iz 1918. godine.
Lakićević se odmetnuo u šumu nakon tzv. Podgoričke skupštine, te stanovito vrijeme bio u vojarnama crnogorske kraljevske vojske u Italiji gdje su ga predložili, zbog zasluga, za odličje. 
Srpska policijska izvješća spominju da se sredinom 1921. vratio u domovinu i nastavio s oružanim akcijama, skupa s komitama Tomicom Pekovićem, njegova tri sina, zatim Đurom Todorovićem, Velišom Pavićevićem, Zekom Delibašićem i Dragišom Mićunovićem. 
U drugom sačuvanom srpskom policijskom izvješću s početka 1923. Lakićevića spominju u grupi s komitima Vasom Stanojevićem, Đurom Radojičićem i Blagojem Vučićem. 
Srpske vlasti su za Iliju Lakićevića 15. srpnja 1923. godine povećale nagradu za njegovo ubojstvo ili uhićenje s 20 000 na 30 000 dinara(Rješenje ministra unutarnjih djela Kraljevine SHS, J. Br. 9415). 
Iliju Lakićevića, te njegove suborce Blagoja Vučića i Marka Miljanića, srpske vlasti su ubile, nakon borbe, 12. travnja 1924. u selu Tepca, kod Nikšića.
(Napomena: citat koji slijedi u originalu, na crnogorskom)